# Акимото, Саяка
Саяка Акимото (яп. 秋元 才加 Акимото Саяка, род. 26 июля 1988) — японский идол, певица J-Pop и киноактриса, бывшая участница группы AKB48.

## Биография
25 октября 2006 года дебютировала на мэйджоре в составе AKB48 с синглом «Aitakatta».
В 2007 году выпустила два сингла в составе группы Chocolove from AKB48 вместе с Риной Наканиси и Саэ Миядзавой.
В состоявшемся в июне-июле 2009 года отборе участниц 13-го сингла заняла 12-е место.
В мае—июне 2010 года заняла 17 место в отборе для участия в 17-м сингле AKB48, набрав 8049 голосов, и вошла в основной состав группы.
В начале октября 2010 года было анонсировано, что Саяка Акимото и Саэ Миядзава примут участие в новом проекте продюсера Одзи Хирои под названием «Double Heroine». Хирои в 2009 году был продюсером мюзикла «Infinity» с участием AKB48, в котором и Акимото, и Миядзава принимали участие
Вместе с Ацуко Маэдой, Юко Осимой и Томоми Итано снялась для VOGUE girl, дополнения к ноябрьскому номеру журнала VOGUE NIPPON. Журнал появился на прилавках 28 октября 2010 года

## Дискография

### Синглы
AKB48
- Aitakatta (яп. 会いたかった)
- Seifuku ga Jama wo Suru (яп. 制服が邪魔をする)
- Keibetsu Shiteita Aijou (яп. 軽蔑していた愛情)
- BINGO!
- Boku no Taiyou (яп. 僕の太陽)
- Romance, Irane! (яп. ロマンス、イラネ)
- Sakura no Hanabiratachi 2008 (яп. 桜の花びらたち)
- Baby! Baby! Baby!
- Oogoe Diamond (яп. 大声ダイヤモンド)
- Iiwake Maybe (яп. 言い訳Maybe)
- RIVER
- Heavy Rotation (яп. ヘビーローテーション)

## Фильмография
| Год  |   | Русское название   | Оригинальное название              | Роль         |
| ---- | - | ------------------ | ---------------------------------- | ------------ |
| 2009 | ф | Бьющая в голову    | High Kick Girl                     | Рика         |
| 2007 | ф | Суицидальная песня | Densen Uta (яп. 伝染歌 Дэнсэн ута) | Акари Мацуда |